# Un homme abîmé
Pour plus de détails, voir Fiche technique et Distribution.
Un homme abîmé est un téléfilm réalisé par Philippe Triboit présenté en 2019 au Festival de la fiction TV de La Rochelle où l'acteur principal, Yannick Choirat, reçoit le prix de la meilleure interprétation masculine. Philippe Triboit est primé, pour ce téléfilm, meilleur réalisateur au Festival TV de Luchon 2020. Un homme abîmé est diffusé sur France 2 le 2 mars 2022.

## Synopsis
Vincent Sorrente est avocat d'affaires réputé, marié avec deux enfants, rugbyman amateur. Il doit se rendre à une audience dans une ville éloignée de son domicile et passer la nuit précédente à l'hôtel. Le soir, au bar de l'hôtel, il boit quelques bières avec un autre client de l'hôtel prénommé Stan. Au moment d'aller se coucher, il se sent très mal et Stan l'aide à monter dans sa chambre puis à s’allonger sur son lit. À son réveil, le lendemain matin, Vincent comprend qu'il a été violé.
Il se rend à l'audience mais part avant la fin sans explication. Des images de la nuit précédente ressurgissent. De retour chez lui, il se montre agressif envers sa femme et son fils mais ne donne aucune explication. Dans le cabinet d'avocat où il travaille, il ne présente aucune justification pour son comportement lors de l'audience. Il abandonne ses camarades du rugby quand ceux-ci plaisantent au sujet des griffures sur son dos.
Il s'isole de sa famille. Cependant, au bout de quelque temps, il avoue la vérité à sa femme mais refuse de suivre ses conseils : porter plainte, voir un psychologue et ne pas rester seul. Ce qu'il fera, cependant, un mois après les faits.

## Fiche technique
- Réalisation : Philippe Triboit
- Scénario : Pierre Linhart
- Musique : Éric Neveux
- Photographie : Emmanuel de Fleury
- Production : Sabine Barthélémy, Frédéric Bruneel
- Sociétés de production : La Dee Da Productions, France Télévisions
- Pays de production :  France
- Langue originale : français
- Format : couleur
- Genre : drame
- Durée : 95 minutes
- Dates de sortie : 
  - 12 septembre 2019 (Festival de la fiction TV)
  - 2 mars 2022 (France 2)

## Distribution
- Yannick Choirat : Vincent Sorrente
- Anne Marivin : Chloé Sorrente
- Jérémy Gillet : Jules Sorrente
- Léana Dubourg : Lilas Sorrente
- Didier Flamand : Jacques Delorme
- Grégoire Monsaingeon : Stan Lacombe

## Récompenses
- Festival TV de Luchon 2020 : prix du meilleur réalisateur[2]
- Festival de la fiction TV de La Rochelle 2019 : prix de la meilleure interprétation masculine pour Yannick Choirat[3]
- Venice TV Awards (en) 2020 : meilleur film TV pour Un homme abîmé[4]